# Valentin Ivanovich Rassadin
Valentin Ivanovich Rassadin (tiếng Nga: Валенти́н Ива́нович Расса́дин; 12 tháng 11 năm 1939 – 15 tháng 8 năm 2017) là một nhà ngôn ngữ học Liên Xô và Nga. Ông nổi tiếng với các tài liệu và nghiên cứu về tiếng Tofa và tiếng Soyot-Tsaatan.

## Tiểu sử
Rassadin sinh ra ở Pskov, Liên Xô vào ngày 12 tháng 11 năm 1939, trong một gia đình người Izhor. Ông dành phần lớn thời thơ ấu của mình với bà ngoại, người đã dạy những bài hát và một chút tiếng Izhor cho ông. Quân đội Đức Quốc xã chiếm đóng Pskov năm 1941, và đến năm 1943 Rassadin cùng mẹ bị đưa đến trại lao động ở Litva. Sau chiến tranh, gia đình Rassadin di chuyển khắp Liên Xô cùng với sự nghiệp quân sự của cha ông. Trong những chuyến đi này, ông học được chút tiếng Tatar từ một người bạn cùng lớp và bắt đầu quan tâm đến sự tương đồng giữa các ngôn ngữ mình đã học. Ông tốt nghiệp trung học năm 1957 tại Kholmsk, Sakhalin.
Năm 1957, ông vào Khoa Phương Đông của Đại học Quốc gia Leningrad để nghiên cứu bác ngữ học Mông Cổ. Ông được phép tham dự các bài giảng về bác ngữ học Turk và nghiên cứu tiếng Turk cổ. Ông tốt nghiệp năm 1962. Sau khi tốt nghiệp, ông làm phiên dịch tiếng Mông Cổ cho Bộ Xây dựng Liên Xô tại thành phố Darkhan của Mông Cổ.
Rassadin quay lại học đại học vào năm 1963 tại Đại học Quốc gia Novosibirsk, nơi ông nghiên cứu các ngôn ngữ Turk. Từ năm 1964 đến năm 1976, Rassadin thực hiện một số chuyến thám hiểm để nghiên cứu về người Tofa và ngôn ngữ của họ. Trong thời gian này ông sống và làm việc cùng người Tofa. Tại đây, ông học tiếng Tofa, và vào năm 1967, ông bảo vệ luận án về từ vựng của ngôn ngữ này.
Rassadin làm việc tại Chi nhánh Siberia của Viện Hàn lâm Khoa học Nga từ năm 1966 đến năm 2006. Từ năm 1992 đến năm 2006, ông làm việc bán thời gian với tư cách là trưởng khoa Bác ngữ học Trung Á tại Đại học Quốc gia Buryat. Từ năm 2006 trở đi, ông giữ chức vụ giám đốc Trung tâm khoa học nghiên cứu tiếng Mông Cổ và tiếng Altaic tại Đại học Quốc gia Kalmyk, đồng thời giảng dạy tại các khoa ngôn ngữ Kalmyk và nghiên cứu tiếng Mông Cổ.
Rassadin qua đời vào ngày 15 tháng 8 năm 2017. Nguyên thủ Cộng hòa Buryatia và Khural Nhân dân bày tỏ sự thương tiếc.

## Nghiên cứu
Nghiên cứu của Rassadin chủ yếu tập trung vào các ngôn ngữ Tofa và Soyot, nhưng ông đã viết nhiều về tiếng Buryat và các ngôn ngữ khác ở miền nam Siberia.
Rassadin được ghi nhận là người đã góp phần bảo tồn tiếng Tofa đang có nguy cơ tuyệt chủng. Năm 1989, ông đã tạo ra một bảng chữ cái Kirin cho tiếng Tofa và thúc đẩy việc giảng dạy ngôn ngữ này trong trường học. Ông đã cố gắng làm điều tương tự cho tiếng Soyot, đồng thời xuất bản từ điển và sách ngữ pháp. Ông là một trong số ít người đã học tiếng Tuha, một ngôn ngữ gần như tuyệt chủng liên quan đến cả Tofa và Soyot được nói ở Tsagaan-Üür, Khövsgöl, Mông Cổ.

## Các ấn phẩm được công bố
- Рассадин, В.И. (1971). Fonetika i leksika tofalarskogo yazyka Фонетика и лексика тофаларского языка [Ngữ âm và từ vựng tiếng Tofalar] (bằng tiếng Nga). Улан-Удэ: Бурятское книжное изд-во. OCLC 21763909.
- Рассадин, В. И. (1995). Tofalarsko-russky slovar, russko-tofalarsky Тофаларско-русский словарь, русско-тофаларский [Từ điển Tofalar-Nga, Nga-Tofalar] (bằng tiếng Nga). Иркутск: Вост.-Сиб. кн. изд-во. ISBN 9785742406594. OCLC 39288005.
- Rassadin, Valentin Ivanovič (2010). Kempf, Béla (biên tập). "Soyotica". Studia Uralo-altaica. Studiauralo-altaica. Quyển 48. tr. 1–229. doi:10.14232/sua.2010.48.1-229. ISBN 978-963-306-027-8.
- Рассадин, В.И. (2012). Yazyk soyotov Buryatii Язык сойотов Бурятии [Ngôn ngữ của người Soyot ở Buryatia] (bằng tiếng Nga). Элиста: Издательство Калмыцкийго университета. ISBN 9785914581111. OCLC 885093187.
- Рассадин, В.И. (2014). Tofalarsky yazyk i ego mesto v sisteme tyurkskikh yazykov Тофаларский язык и его место в системе тюркских языков [Tiếng Tofalar và vị trí trong ngữ hệ Turk] (bằng tiếng Nga). Элиста: Калмыцкийгосударственный университет. ISBN 9785914581326. OCLC 900161706.